# Elektroprzędzenie

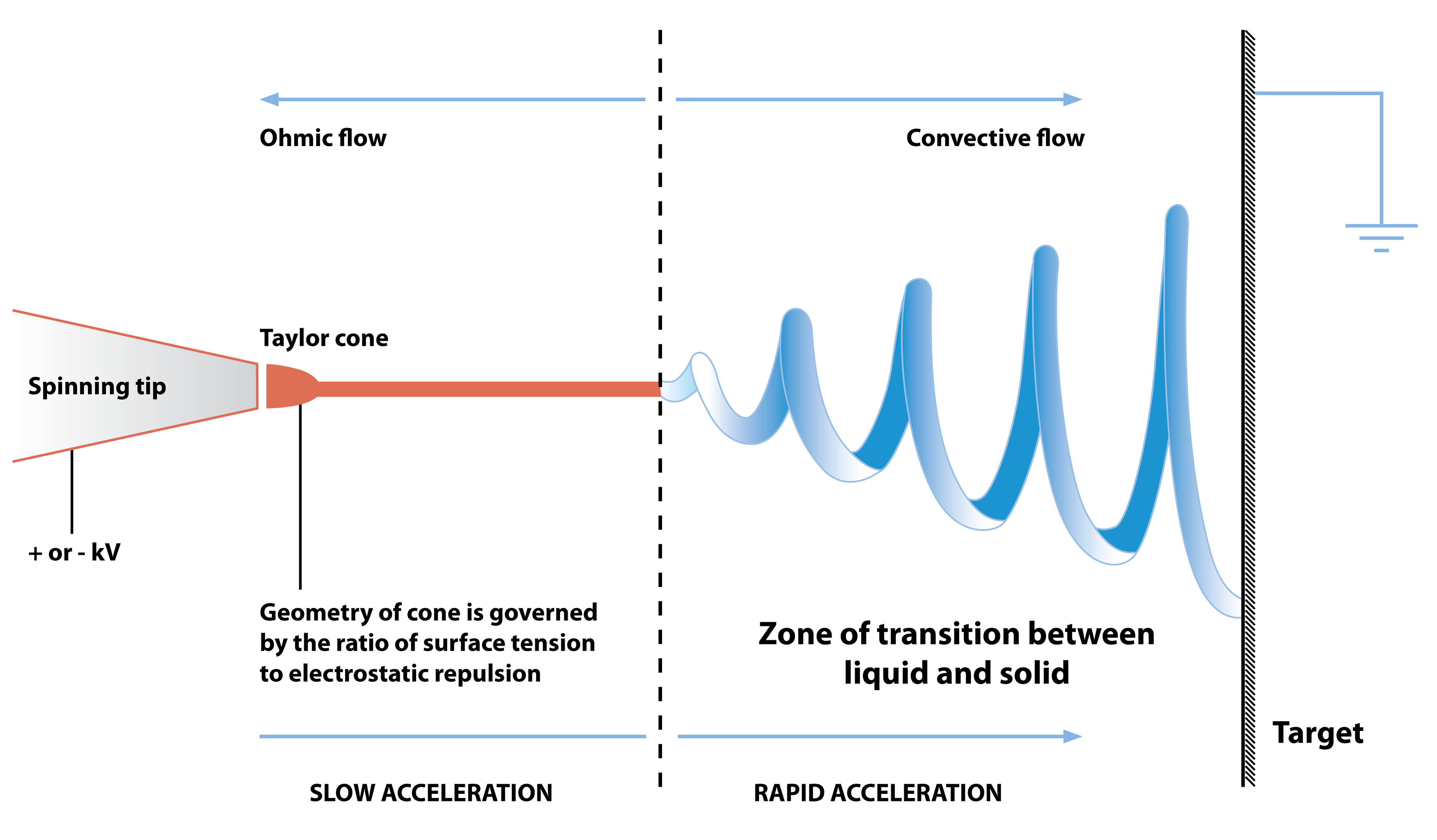
Schemat elektroprzędzenia

Elektroprzędzenie (ang. electrospinning) jest metodą produkcji włókien. Wykorzystuje ona ładunek elektryczny w celu wyciągania naładowanych nici roztworów polimerowych lub stopu polimeru. W metodzie tej otrzymywane są materiały włókninowe o średnicach włókien rzędu setek nanometrów. Elektroprzędzenie ma cechy charakterystyczne zarówno do elektrorozpylania, jak i przędzenia na sucho włókien w konwencjonalnym roztworze. Proces ten nie wymaga stosowania związków koagulujących, czy wysokich temperatur w celu otrzymania końcowego produktu. Dzięki temu proces ten jest odpowiedni w przypadku produkcji włókien przy użyciu dużych i złożonych cząsteczek. Istnieje również możliwość elektroprzędzenia ze stopionych prekursorów; zastosowanie tej metody zapewnia otrzymanie produktu w którym nie znajduje się rozpuszczalnik.

## Schematyczny opis stanowiska do elektroprzędzenia
Główne elementy stanowiska do elektroprzędzenia to: zasilacz wysokiego napięcia, dysza przędzalnicza i uziemiony kolektor (element odbiorczy). W większości przypadków metalowa igła iniekcyjna jest używana jako dysza przędząca, a podstawa z folii aluminiowej stanowi kolektor. Aby uzyskać stałą prędkość dozowania roztworu, roztwór przędzalniczy umieszcza się w plastikowej strzykawce podłączonej do pompy dozującej. Na wyjściu ze strzykawki umieszczona zostaje wcześniej wspomniana metalowa igłę, która działała jak elektroda. Po przyłożeniu napięcia elektrycznego w roztworze polimeru indukowane są ładunki elektryczne. W wyniku oddziaływania tych sił elektrostatycznych kropla cieczy przyjmuje kształt stożka, zwanego stożkiem Taylora. Następnie strumień naładowany elektrycznie poddawany jest procesom rozciągania i przędzenia, co prowadzi do utworzenia długiego i ciągłego pasma. Należy wspomnieć, że procesom tym towarzyszy odparowanie rozpuszczalnika ze strumienia w przypadku elektroprzędzenia z roztworu. To właśnie ten proces, a także równoczesne rozciąganie, powoduje znaczne zmniejszenie średnicy strumienia i tworzenie się włókna. Włókno jest przymocowane do uziemionego kolektora, a po pewnym czasie maty włókninowej, składającej się z losowo uporządkowanych nanowłókien.

## Parametry mające wpływ na proces elektroprzędzenia
- Masa cząsteczkowa polimeru, jej rozkład oraz architektura polimeru (rozgałęziona, liniowa itp.)
- Właściwości roztworu (lepkość, przewodność i napięcie powierzchniowe)
- Potencjał elektryczny, natężenie przepływu i stężenie
- Odległość pomiędzy między igłą i kolektorem
- Parametry otoczenia (temperatura, wilgotność i przepływ powietrza w komorze)
- Ruch i rozmiar kolektora
- Rozstaw igieł

## Zastosowanie

### Materiały filtracyjne
Materiały włókninowe stanowią znane rozwiązanie w przypadku materiałów filtracyjnych. Polimerowe nanowłókna są stosowane w filtracji powietrza od ponad siedmiu dekad. Ze względu na słabe właściwości mechaniczne cienkich nanowybów są one zazwyczaj umieszczane na podłożu odpowiednim do przekształcenia takowego materiału w medium filtracyjne. Małe średnice włókien powodują ślizg przepływowy na ich powierzchni, powodując wzrost wydajności zatrzymywania oraz efektywności uderzeń bezwładnościowych tych kompozytowych mediów filtracyjnych.

### Produkcja tekstyliów
Większość pierwszych patentów dotyczących elektroprzędzenia dotyczyła tekstyliów, jednakże wyprodukowano niewielką ilość materiałów tekstylnych, prawdopodobnie związane było to z trudnością w przetwórstwie cienkich włókien (nono- i mikrometrycznych). Jednak elektroprzędzenie może znaleźć zastosowanie w przypadku wytwarzania bezszwowej odzieży włókninowej.

### Zastosowania medyczne
Elektroprzędzone struktury może być również wykorzystywane do celów medycznych. Elektroprzędzone rusztowania wykonane do zastosowań inżynierii tkankowej. W strukturach takich miałyby znajdować się komórki w celu leczenia, bądź zastępowania celów biologicznych. Nanowłókniste opatrunki na rany mają doskonałą zdolność izolowania rany od zakażeń bakteryjnych. Inne medyczne materiały tekstylne, takie jak szwy, są również wytwarzane w procesie elektroprzędzenia.

### Kataliza
Włóknina elektroprzędzona może zostać potencjalnie zastosowana jako powierzchnia do immobilizacji enzymów. Enzymy te można wykorzystać między innymi do rozkładania toksycznych substancji chemicznych w środowisku.
Jest to metoda, która może być stosowana w przemyśle w celu zachowania powtarzalności oraz w celu kontroli średnicy otrzymywanych włókien. Aktualnie w co najmniej ośmiu krajach na świecie działają firmy dostarczające elektroprzędzarki na skalę przemysłową i laboratoryjną: trzy firmy we Włoszech i Czechach, dwie w Iranie, Japonii i Hiszpanii oraz po jednej w Holandii, Nowej Zelandii i Turcji.